# Нарендра Кармаркар
Нарендра Кармаркар (англ. Narendra Karmarkar; нар. 1957) — індійський та американський математик, що розробив алгоритм, відомий під його ім'ям (алгоритм Кармаркара).

## Життєпис
Народився Гваліорі в сім'ї маратхі. Здобув диплом бакалавра електротехніки Індійського технологічного інституту Бомбея 1978 року, магістра наук у Каліфорнійському технологічному інституті та доктора філософії в галузі інформатики у Каліфорнійському університеті в Берклі.
1984 року, коли працював у Bell Labs у Нью-Джерсі, опублікував поліномінальний алгоритм, що став важливим результатом для лінійного програмування, який згодом названо його ім'ям.
Був професором Інституту фундаментальних досліджень Тата в Мумбаї.
2006 року був запрошений працювати в компанію CRL, але 2007 року покинув компанію через розбіжності між ним і керівництвом Tata Group. Від 2008 року і донині[коли?] працює над новою архітектурою для суперкомп'ютерів.

## Нагороди
За розробку алгоритму отримав багато нагород та премій, серед них:
- Премія Канеллакіса (ACM, 2000);
- Премія Раманунджана (Азійський інститут інформатики, 1989);
- Премія Фалкерсона з дискретної математики (AMS та MPS, 1988);
- Міжнародна премія для молодих учених імені Марконі (1985);
- Премия Фредеріка Ланчестера[en] (Американське товариство дослідження операцій, 1984).